# جورج باتلر (ملحن)
جورج باتلر (بالإنجليزية: George Butler)‏ هو ملحن ومنتج أسطوانات أمريكي، ولد في 2 سبتمبر 1931 في تشارلوت في الولايات المتحدة، وتوفي في 9 أبريل 2008.

## وصلات خارجية
- جورج باتلر على موقع ميوزك برينز (الإنجليزية)
- جورج باتلر على موقع أول ميوزيك (الإنجليزية)
- جورج باتلر على موقع أول ميوزيك (الإنجليزية)
- جورج باتلر على موقع ديسكوغز (الإنجليزية)